# Kraftwerk Kossou
Das Kraftwerk Kossou (französisch Aménagement hydroélectrique bzw. Barrage hydroélectrique de Kossou) liegt in der Region Marahoué der Elfenbeinküste. Der Damm des Kraftwerks staut den Bandama. Etwa 120 km flussabwärts liegt das Kraftwerk Taabo.

## Staudamm
Bei dem Staudamm handelt es sich um einen Erd- und Steinschüttdamm mit einer Höhe von 58 m. Die Länge der Dammkrone beträgt 1.500 m und ihre Breite 10 m. Bei maximalem Stauziel erstreckt sich der zugehörige Kossoustausee über eine Fläche von rund 1.855 km² und fasst 28,8 Mrd. m³ Wasser.
Der Staudamm wurde von 1969 bis 1972 von der italienischen Firma Impregilo errichtet. Die Kosten betrugen 29 Mrd. FCFA.

## Kraftwerk
Das Kraftwerk Kossou ist mit einer installierten Leistung von 174 MW – drei Maschinen mit jeweils maximal 58 MW Leistung – das zweitgrößte von den derzeit sechs Wasserkraftwerken in der Elfenbeinküste. Es dient der Abdeckung der Grundlast. Die Inbetriebnahme des Kraftwerks erfolgte im Jahre 1972 mit zunächst zwei Maschinen, 1973 ging die dritte Maschine ans Netz. Die Francis-Turbinen und die zugehörigen Generatoren der Maschinen wurden von GIE geliefert.
Das Kraftwerk ist im Besitz des Staates, wird aber von der Compagnie Ivoirienne d’Electricité (CIE), einer Tochter des französischen Eranove-Konzerns, betrieben.

## Sonstiges
Die Errichtung des Staudamms und der darauffolgende Einstau hatte zur Folge, dass 75.000 Menschen ihr Land verlassen mussten.

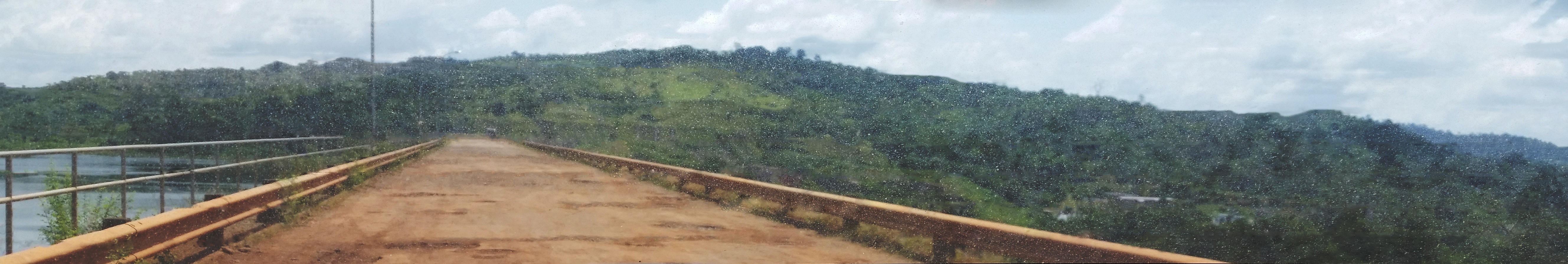
Kossou-Damm